# Elías Marcano
Elías Antonio Marcano Tochón (ur. 1 marca 1971) – wenezuelski zapaśnik. Olimpijczyk z Atlanty 1996, gdzie zajął szesnaste miejsce w kategorii 82 kg w stylu klasycznym.
Zajął 25. miejsce na mistrzostwach świata w 1997. Brązowy medal mistrzostw panamerykańskich w 1997. Wicemistrz igrzysk Ameryki Środkowej i Karaibów w 1990, a także igrzysk Ameryki Południowej w 1994. Trzeci na mistrzostwach Ameryki Centralnej w 1990. Mistrz igrzysk boliwaryjskich w 1993 roku.